# Phlegra levyi
Phlegra levyi är en spindelart som beskrevs av Prószynski 1998. Phlegra levyi ingår i släktet Phlegra och familjen hoppspindlar. Inga underarter finns listade i Catalogue of Life.